# Preambula
Preambula (srednjovjekovni latinski: praeambulum, prema kasnolat. praeambulus: koji prethodi), obično svečani uvodni tekst pojedinih pravnih akata (ustava, međunarodnih ugovora i dr.) nakon kojega slijedi njihov normativni dio. U ustavnoj preambuli naznačuje se tko i po čijoj volji donosi ustav, a često se navode i pov. temelji državnosti. Preambulu Ustava Republike Hrvatske iz 1990. tvore Izvorišne osnove (glava I).